# Haisujärvi (Tärendö socken, Norrbotten)
Haisujärvi är en sjö i Pajala kommun i Norrbotten och ingår i Kalixälvens huvudavrinningsområde.